# Sodražica
Die Ortschaft Sodražica (deutsch Soderschitz) ist der Hauptort und Verwaltungssitz der 22 Ortschaften umfassenden Gemeinde Sodražica im Ribnica-Karstfeld in der historischen Landschaft Dolenjska (Unterkrain), Region Jugovzhodna Slovenija, in Slowenien.